# Magnolia hongheensis
Magnolia hongheensis este o specie de plante din genul Magnolia, familia Magnoliaceae. A fost descrisă pentru prima dată de Y.M.Shui și W.H.Chen, și a primit numele actual de la Venkatachalam Sampath Kumar. Conform Catalogue of Life specia Magnolia hongheensis nu are subspecii cunoscute.